# 高知県道54号魚梁瀬公園線
高知県道54号魚梁瀬公園線（こうちけんどう54ごう やなせこうえんせん）は、高知県安芸郡馬路村から安芸郡北川村に至る県道（主要地方道）である。

## 概要
安芸郡馬路村大字魚梁瀬から安芸郡北川村大字野根に至る。

### 路線データ
- 起点：安芸郡馬路村大字魚梁瀬（高知県道370号千本山魚梁瀬線終点）
- 終点：安芸郡北川村大字野根（高知県道12号安田東洋線交点）

## 歴史
- 1993年（平成5年）5月11日 - 建設省から、県道魚梁瀬公園線が魚梁瀬公園線として主要地方道に指定される[1]。

## 路線状況

### 道路施設

#### 橋梁
- 魚梁瀬大橋（安芸郡馬路村）

## 地理
馬路村魚梁瀬より馬路村中心部へ至るにはこの道路を通らなくてはならず、村内の移動でも他村を経由することとなる。

### 通過する自治体
- 安芸郡馬路村
- 安芸郡北川村

### 交差する道路
| 交差する道路                | 市町村名 | 市町村名 | 交差する場所 | 交差する場所 |
| --------------------------- | -------- | -------- | ------------ | ------------ |
| 高知県道370号千本山魚梁瀬線 | 安芸郡   | 馬路村   | 大字魚梁瀬   | 起点         |
| 大木屋小石川林道            | 安芸郡   | 馬路村   | 大字魚梁瀬   |              |
| 高知県道12号安田東洋線      | 安芸郡   | 北川村   | 大字野根     | 終点         |

### 沿線
- 馬路村立魚梁瀬小中学校